# Infrastructure for Spatial Information in the European Community
INSPIRE (INfrastructure for SPatial InfoRmation in Europe) je iniciativou Evropské komise, která si klade za cíl vytvořit evropský legislativní rámec potřebný k vybudování evropské infrastruktury prostorových informací. 

## Co je to INSPIRE
Infrastruktura prostorových informací v ES (INSPIRE). Směrnice Evropského parlamentu a Rady 2007/2/ES ze dne 14. března 2007 o zřízení Infrastruktury pro prostorové informace v Evropském společenství. 

## Povinnosti vyplývající ze směrnice
Směrnice ukládá členským státům povinnosti v oblasti prostorových dat a služeb na nich založených. V obecné rovině určuje pravidla pro tvorbu metadat (viz dále), síťové služby, sdílení dat a koordinaci. Síťovými službami se rozumí služby, které mají umožnit vyhledávání, prohlížení, stahování a transformaci dat anebo spuštění dalších služeb.
Oblast dat, pro kterou toto vše platí se bude postupně rozšiřovat. Prováděcí pravidla pro témata uvedená v příloze I se musí přijmout nejpozději do 15. května 2009, příloha II a III nejpozději do 15. května 2012.
K základnímu dokumentu jsou postupně doplňovány prováděcí směrnice, první z nich je Nařízení Komise ES č. 1205/2008 týkající se metadat, tedy toho, jak mají být prostorová data spadající pod INSPIRE popsána. Metadata podle příloh I a II musí být připravena do 2 let od přijetí prováděcích pravidel.

## INSPIRE v ČR
Zástupci ČR v INSPIRE Committee jsou Ing. Jiří Hradec, ředitel CENIA, české informační agentury životního prostředí a RNDr. Eva Kubátová z Ministerstva vnitra. Do procesu připomínkování a koordinace chce vstoupit také asociace CAGI jako registrovaná SDIC (Spatial Data Interest Community).